# Kindersmokkel Hollandsche Schouwburg

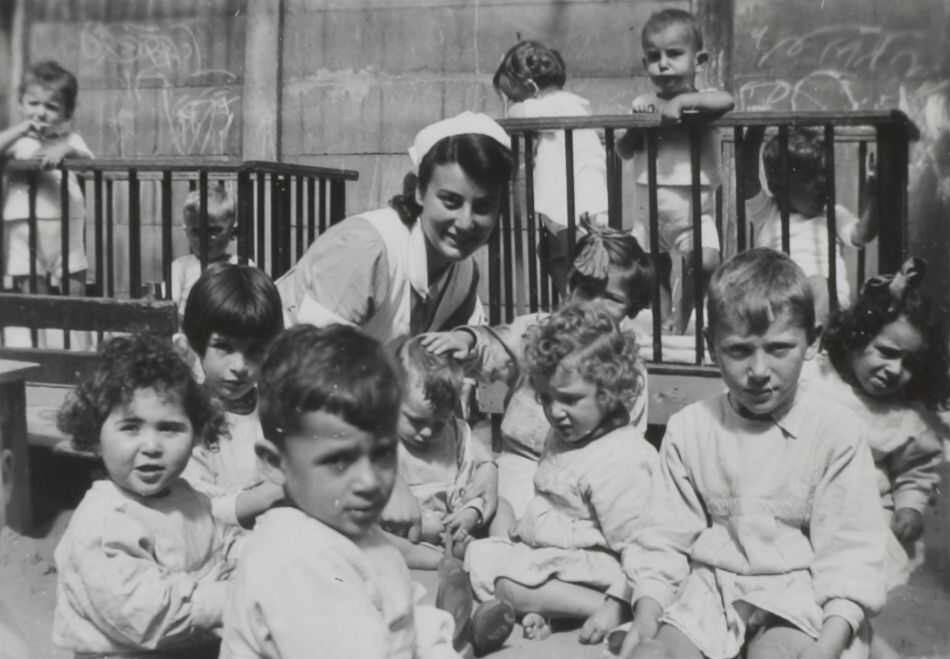
Joodse kinderen met verzorgster rond 1942

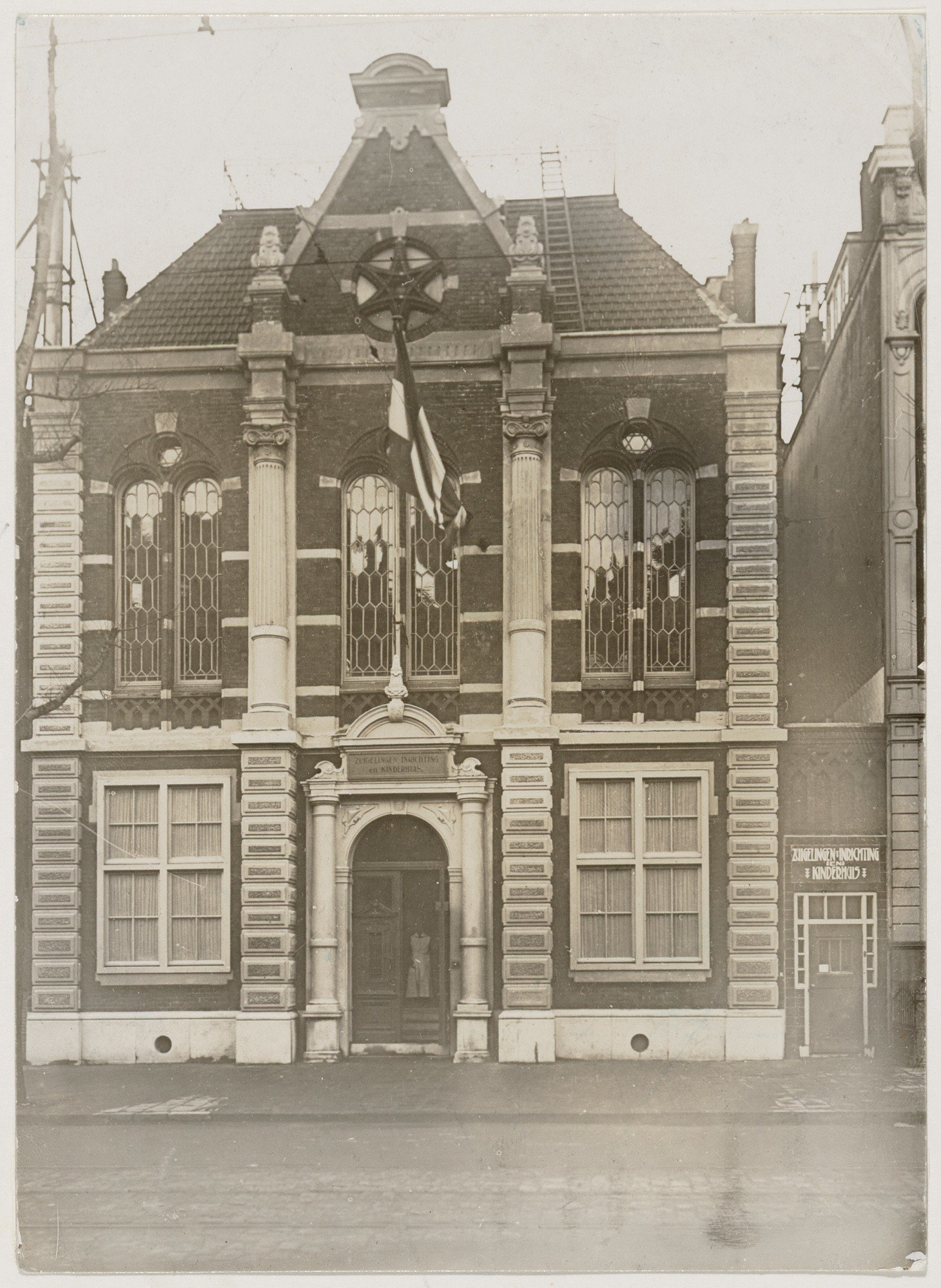
De kinderopvang bij de opening op 29 december 1924 tegenover de Hollandsche Schouwburg

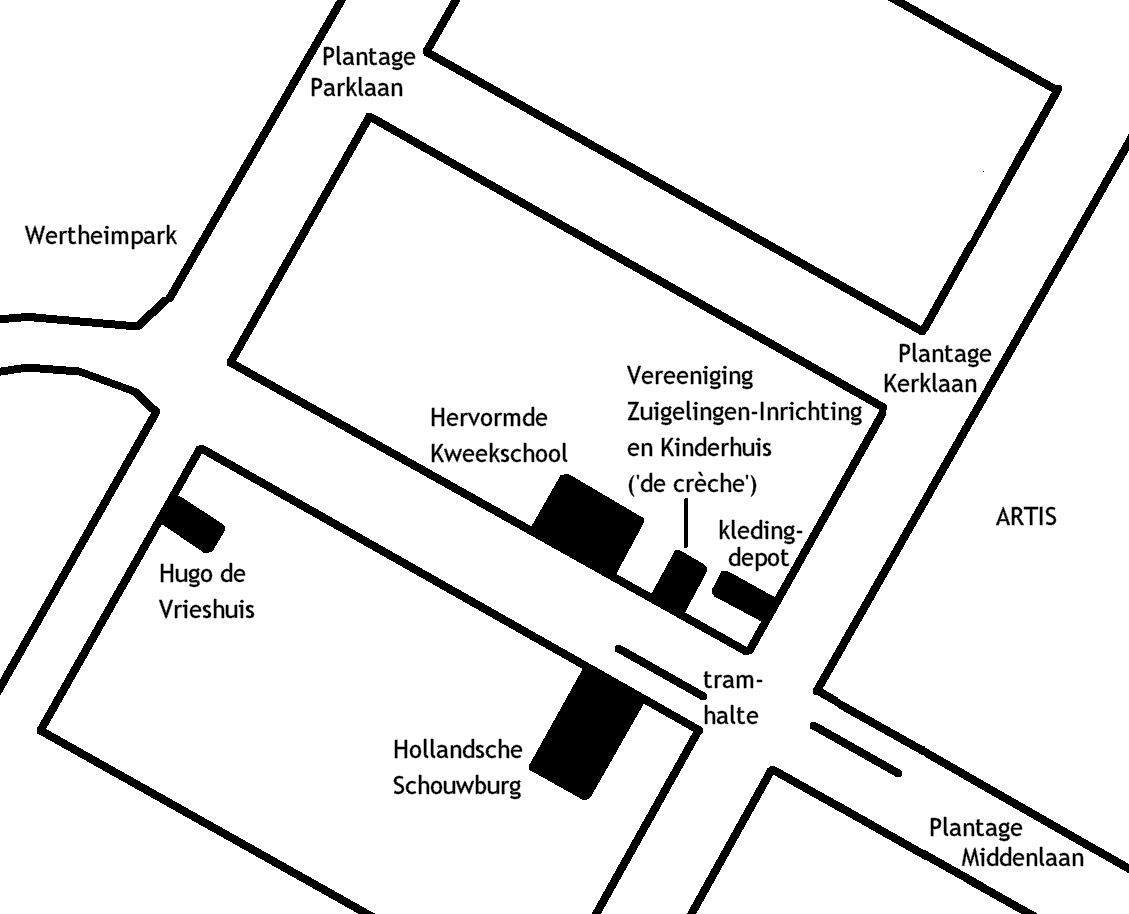
Situatie Hollandse Schouwburg en crèche

De kindersmokkel Hollandsche Schouwburg was een geheime operatie van enkele Nederlandse verzetsgroepen om Joodse kinderen te laten onderduiken die in de Hollandsche Schouwburg bijeengebracht waren voor deportatie naar de concentratiekampen.
De operatie werd mede geleid door de beheerder van de schouwburg, Walter Süskind, die, vanwege zijn vloeiende Duits en het feit dat hij met de toen in Amsterdam werkzame SS-officier Ferdinand aus der Fünten op school had gezeten, vertrouwen genoot bij de Duitsers. Hij kon zonder argwaan te wekken de gegevens van geregistreerde Joodse kinderen vervalsen en ze laten ontsnappen via de tegenover de schouwburg gelegen crèche op de Plantage Middenlaan 31 die als dependance in gebruik was.
Samen met de directrice van de crèche, Henriëtte Pimentel, en de Amsterdamse econoom Felix Halverstad, die ook in de schouwburg werkte, werd een werkwijze opgezet om de kinderen er weg te krijgen.
Er waren verschillende ontsnappingsmethoden. Baby's werden achterom door de tuin naar de Hervormde Kweekschool op nummer 27 gebracht waarvan de directeur, Johan van Hulst, meewerkte en waar de crèche beschikte over een extra slaapzaal. Van de crèche gingen ze in een tas, mand of rugzak naar buiten. Ook gebruikte men het moment waarop de tram voorbijkwam om kinderen door de voordeur te laten ontsnappen: op dat moment konden de Duitse militairen, die voor de Hollandse Schouwburg aan de overkant van de straat stonden, de ingang van de crèche namelijk niet zien. De leidsters maakten met de wat oudere kinderen korte wandelingen op straat, waarbij ervoor gezorgd werd dat een kind wegraakte.
De kinderen werden per tram en trein naar Limburg, Drenthe en Friesland gebracht waar het verzet onderduikadressen regelde.
Pimentel en Sieny Kattenburg brachten zo veel mogelijk kinderen naar leden van het verzet. Vier verzetsgroepen hielden zich bezig met het onderbrengen van de kinderen: de NV-groep met Joop Woortman, het Utrechts Kindercomité, de Trouwgroep en de Amsterdamse Studenten Groep (ook wel de groep Meerburg of de groep Van Doorn genaamd) met Piet Meerburg, die zijn rechtenstudie afbrak om deze groep te helpen. Samen redden de verschillende groepen ongeveer duizend Joodse kinderen uit de crèche.
Halverstad en Süskind zorgden ervoor dat de inschrijvingen van de kinderen verwijderd werden uit de administratie. Dit werk gebeurde zonder dat de leiding van de Joodse Raad hiervan op de hoogte was. Naar schatting, onder meer van onderzoeker Bert Jan Flim, moeten er gedurende achttien maanden ongeveer vijfhonderd tot zevenhonderd kinderen zijn gered, die voor een groot deel in Limburg en Friesland terechtkwamen. Gisela Wieberdink-Söhnlein, lid van de Utrechtse groep, stelt dat het er 1100 zijn geweest. Meerburg stelde dat als de Nederlandse regering in ballingschap meer had gemeld over het lot van Joden, veel meer Joodse ouders bereid zouden zijn geweest hun kinderen voor onderduik af te staan.

## Film en literatuur
- Süskind, film uit 2012
- Elle van Rijn (2020). De crèche. Hollands Diep. ISBN 9789048854974.
- Astrid Sy, Noem geen namen. Uitgeverij Luitingh-Sijthoff (2021). ISBN 9789024592623.